# Йонатан Дель Валлє
Йонатан Дель Валлє (ісп. Yonathan Del Valle, нар. 28 травня 1990, Гуакара) — венесуельський футболіст, нападник португальського «Ріу-Аве» та національної збірної Венесуели.

## Клубна кар'єра
У дорослому футболі дебютував 2007 року виступами за команду клубу «Маракайбо», в якій провів один сезон, взявши участь у 11 матчах чемпіонату. 
Своєю грою за цю команду привернув увагу представників тренерського штабу клубу «Депортіво Тачира», до складу якого приєднався 2008 року. Відіграв за команду із Сан-Кристобаля наступні три сезони своєї ігрової кар'єри.
2011 року уклав контракт з французьким «Осером», у складі якого не зміг пробитися до основного складу. Натомість 2012 року був відданий в оренду до португальського «Ріу-Аве», а за рік до іншого клубу з Португалії, «Пасуш ді Феррейра».
2014 року улав повноцінний контракт з «Ріу-Аве».

## Виступи за збірні
2009 року залучався до складу молодіжної збірної Венесуели. На молодіжному рівні зіграв в 11 офіційних матчах, забив 6 голів.
Того ж 2009 року дебютував в офіційних матчах у складі національної збірної Венесуели. Наразі провів у формі головної команди країни 10 матчів.